# Vila Nova de Cerveira
Vila Nova de Cerveira – miejscowość w Portugalii, leżąca w dystrykcie Viana do Castelo, w regionie Północ w podregionie Minho-Lima. Miejscowość jest siedzibą gminy o tej samej nazwie.

## Demografia
| Liczba ludności gminy Vila Nova de Cerveira (1801–2011) | Liczba ludności gminy Vila Nova de Cerveira (1801–2011) | Liczba ludności gminy Vila Nova de Cerveira (1801–2011) | Liczba ludności gminy Vila Nova de Cerveira (1801–2011) | Liczba ludności gminy Vila Nova de Cerveira (1801–2011) | Liczba ludności gminy Vila Nova de Cerveira (1801–2011) | Liczba ludności gminy Vila Nova de Cerveira (1801–2011) | Liczba ludności gminy Vila Nova de Cerveira (1801–2011) | Liczba ludności gminy Vila Nova de Cerveira (1801–2011) | Liczba ludności gminy Vila Nova de Cerveira (1801–2011) |
| ------------------------------------------------------- | ------------------------------------------------------- | ------------------------------------------------------- | ------------------------------------------------------- | ------------------------------------------------------- | ------------------------------------------------------- | ------------------------------------------------------- | ------------------------------------------------------- | ------------------------------------------------------- | ------------------------------------------------------- |
| 1801                                                    | 1849                                                    | 1900                                                    | 1930                                                    | 1960                                                    | 1981                                                    | 1991                                                    | 2001                                                    | 2004                                                    | 2011                                                    |
| 6 706                                                   | 9 401                                                   | 9 691                                                   | 10 794                                                  | 11 030                                                  | 8 666                                                   | 9 144                                                   | 8 852                                                   | 8 813                                                   | 9 253                                                   |

## Sołectwa
Sołectwa gminy Vila Nova de Cerveira (ludność wg stanu na 2011 r.)
- Campos – 1367 osób
- Candemil – 232 osoby
- Cornes – 478 osób
- Covas – 675 osób
- Gondar – 127 osób
- Gondarém – 1010 osób
- Loivo – 885 osób
- Lovelhe – 443 osoby
- Mentrestido – 264 osoby
- Nogueira – 315 osób
- Reboreda – 756 osób
- Sapardos – 366 osób
- Sopo – 557 osób
- Vila Meã – 346 osób
- Vila Nova de Cerveira – 1432 osoby